# Autoba albidiscata
Autoba albidiscata là một loài bướm đêm trong họ Erebidae.